# Große Synagoge (Düsseldorf)

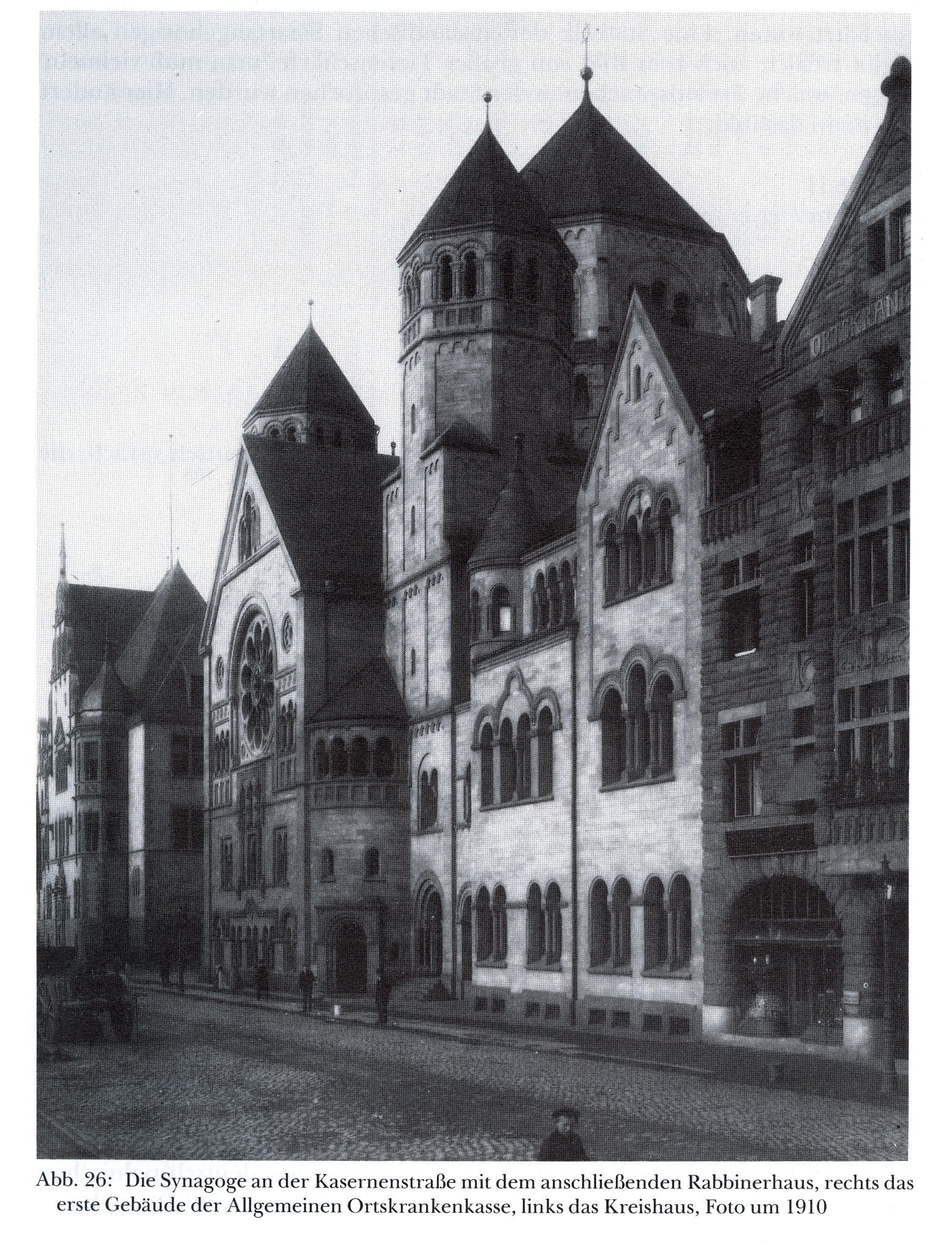
Synagoge an der Kasernenstraße mit dem anschließenden Rabbinerhaus, rechts das erste Gebäude der Allgemeinen Ortskrankenkasse, links das Kreishaus, Foto um 1910

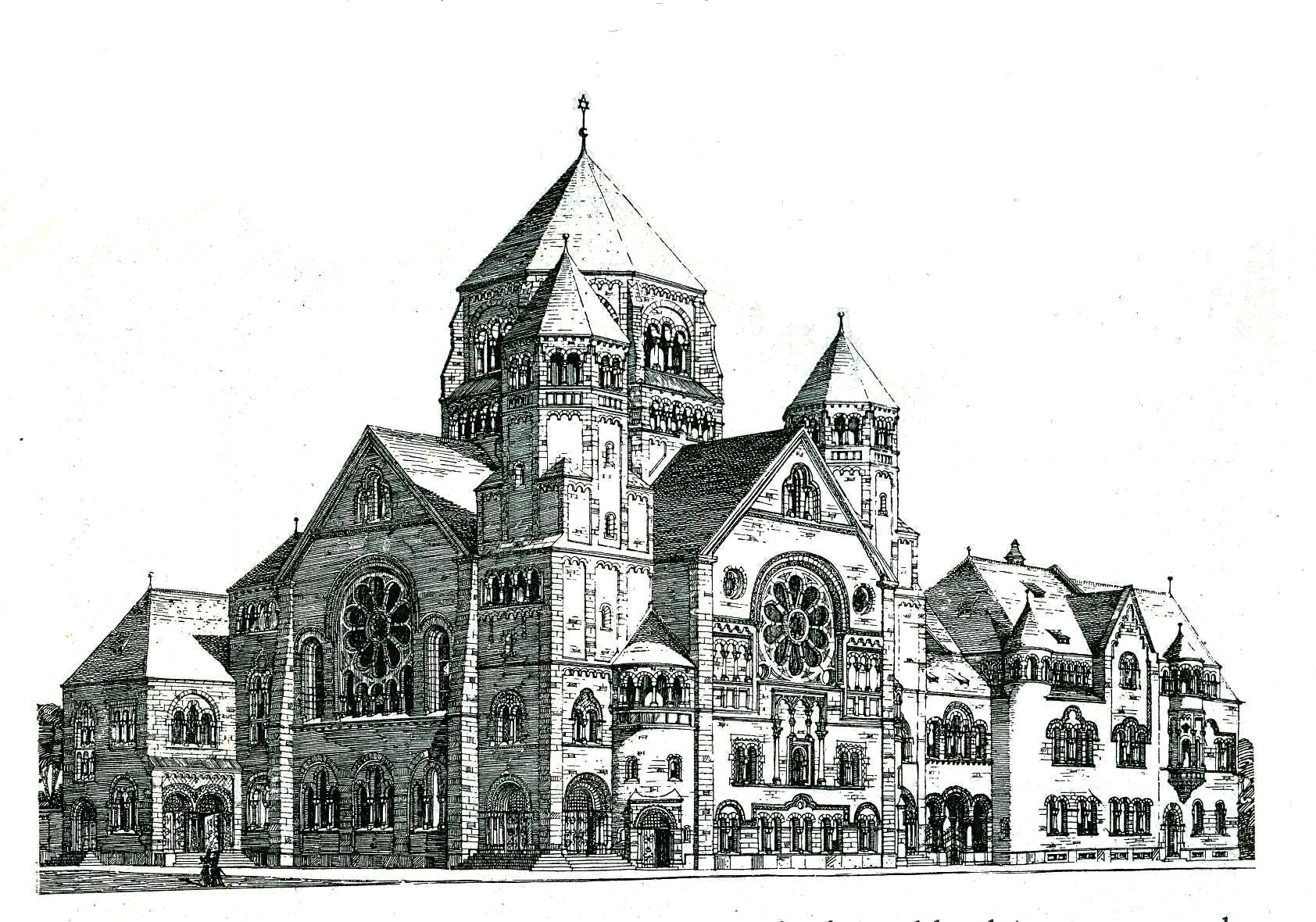
Ansicht der Großen Synagoge mit Gemeindehaus an der Kasernenstraße

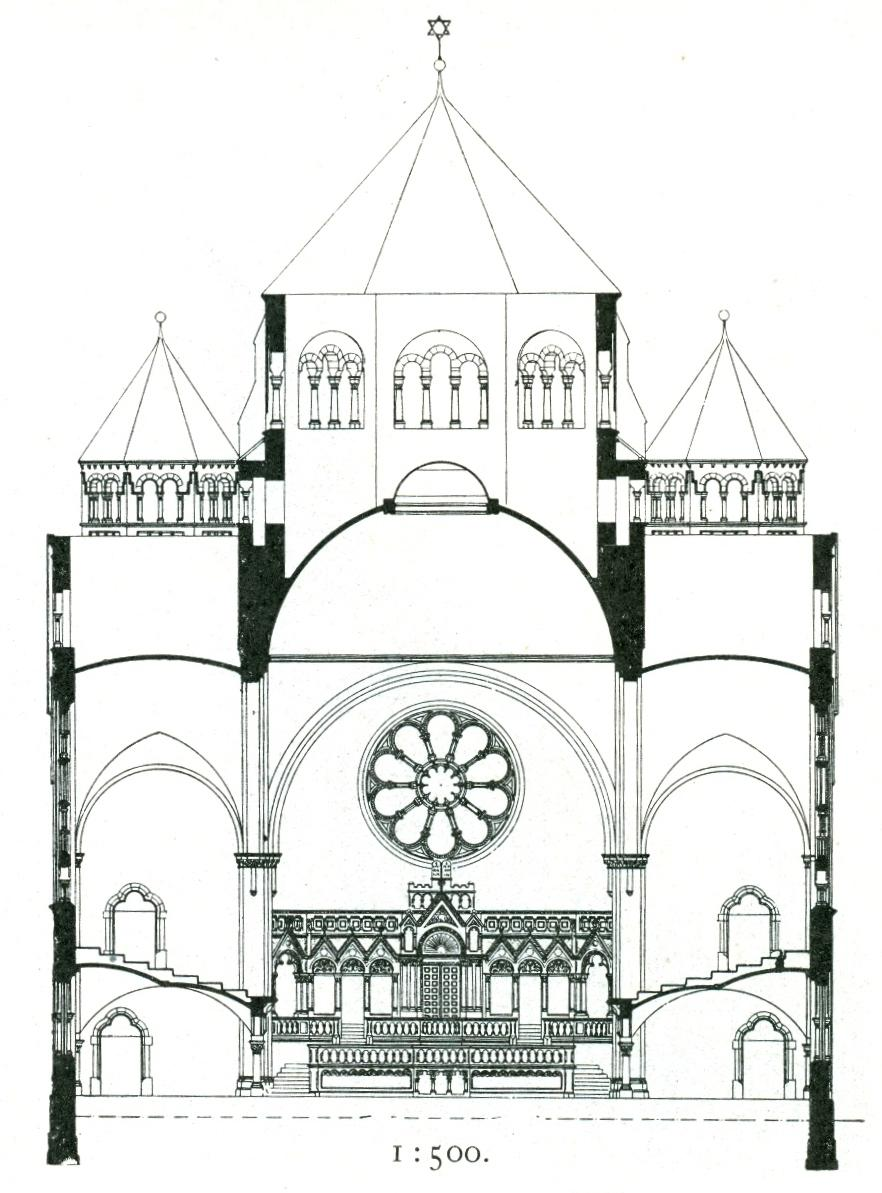
Querschnitt

Die Große Synagoge an der Kasernenstraße in Düsseldorf wurde im Jahre 1903 nach den Entwürfen des Architekten Josef Kleesattel im Stil der Neoromanik erbaut, am 10. November 1938 in Brand gesteckt und die Ruine am 29. November desselben Jahres abgebrochen.

## Geschichte
Ab dem Ende des 19. Jahrhunderts plante die Stadt Düsseldorf, das Stadtviertel an Königsallee und Kasernenstraße grundlegend umzugestalten, insbesondere um Platz für die Ansiedlung von Banken und von repräsentativen Verwaltungsgebäuden der damals boomenden Stahlindustrie zu schaffen. Die Kasernengebäude des Niederrheinischen Füsilier-Regiments Nr. 39 und weiterer Regimenter, die 1897/1898 zur Ulmenstraße in Düsseldorf-Derendorf umgezogen waren, wurden abgebrochen, der Exerzierplatz bebaut. Zum Ausgleich, dass hier ein „signifikantes Stück des alten Düsseldorf geopfert“ wurde, machte die Stadt „baupolitische Akzeptanzangebote“ an die Bevölkerung.
In diesem Kontext wurde auch der Plan gefasst, eine neue Synagoge zu errichten, zumal die Mitgliederzahl der jüdischen Gemeinde wie auch die der gesamten Bevölkerung Düsseldorfs stark anstieg. Der Anfang des 20. Jahrhunderts aufgegebene Historismus sollte in der Architektur des neu entstehenden Gotteshaus der jüdischen Gemeinde eine Fortsetzung finden.
Der Kölner Architekt Ludwig Paffendorf hatte zunächst einen Synagogenbau entworfen, bei dem „syrische“ (frühchristliche und byzantinische) mit romanischen Stilformen verbunden waren. Ausgeführt wurde jedoch im Jahre 1903 der Entwurf des rheinischen Kirchenarchitekten Josef Kleesattel im Stil der Neoromanik. Die Große Synagoge der liberal orientierten jüdischen Gemeinde wurde am 6. September 1904 eingeweiht, verfügte über eine Orgel und bot Platz für rund 800 Männer und 500 Frauen.
Die kleinere orthodoxe Gemeinde, die den Neubau wegen der Orgel ablehnte, richtete sich 1904 einen Betsaal in der Bilker Straße 37, später in der Poststraße 4 ein. Die ostjüdischen Zuwanderer hatten in mehreren Stadtteilen Düsseldorfs ihre eigenen Betsäle. Die Landgemeinden Gerresheim und Benrath hatten ebenfalls eigene Synagogen, auch die Städte Neuss und Ratingen, die heute der jüdischen Gemeinde Düsseldorfs zugeordnet sind.
Von 1907 bis 1912 war die Große Synagoge die Wirkungsstätte des bedeutenden Rabbiners und Vertreters des deutschen liberalen Judentums Leo Baeck. Unter dessen Nachfolger Max Eschelbacher wurde an der südlichen Außenwand ein Denkmal zu Ehren der Gefallenen Gemeindemitglieder des Ersten Weltkrieges in Form eines Trauernden, geschaffen von Leopold Fleischhacker, errichtet.

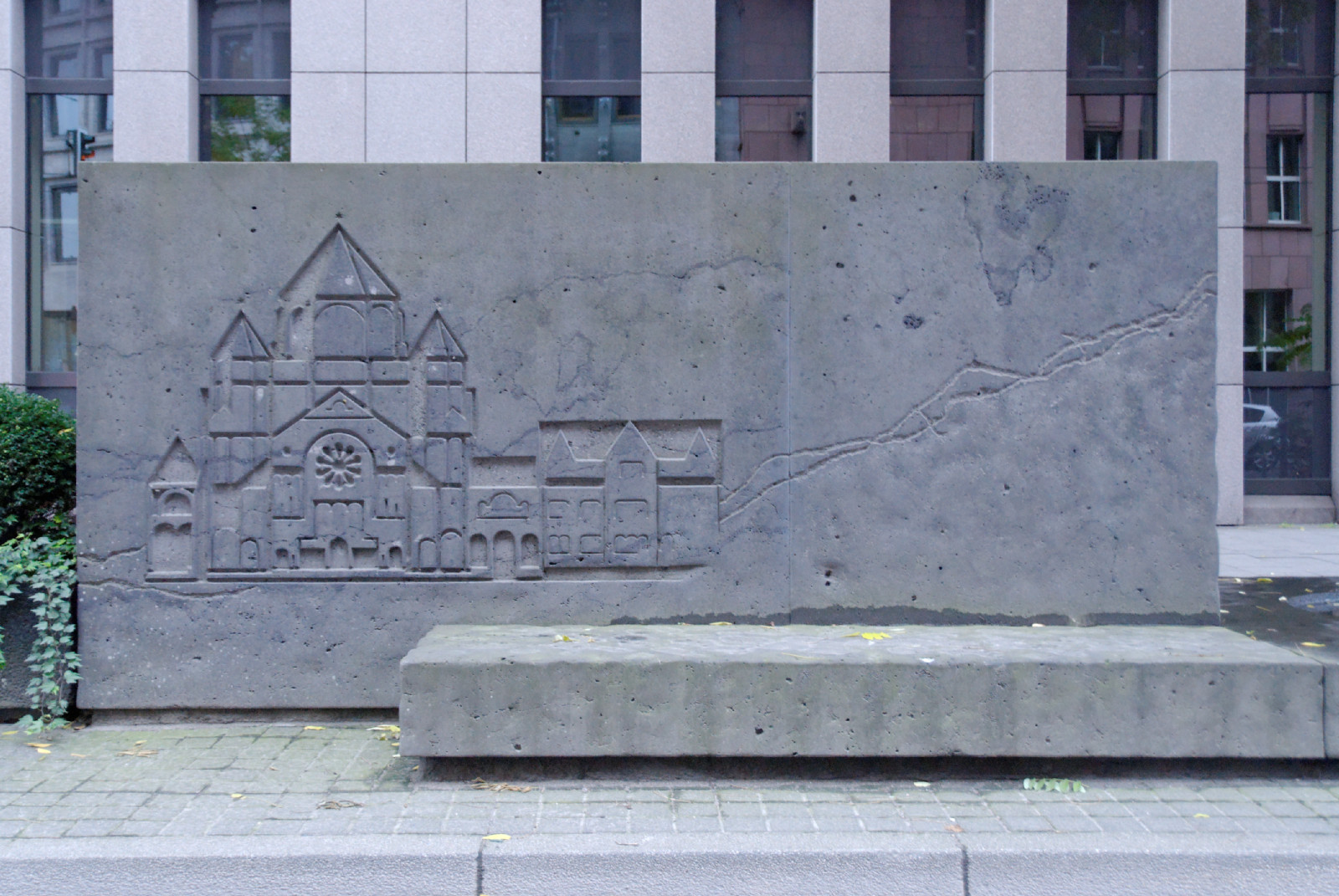
Straßenseite der Gedenktafel für die Große Synagoge in der Kasernenstraße

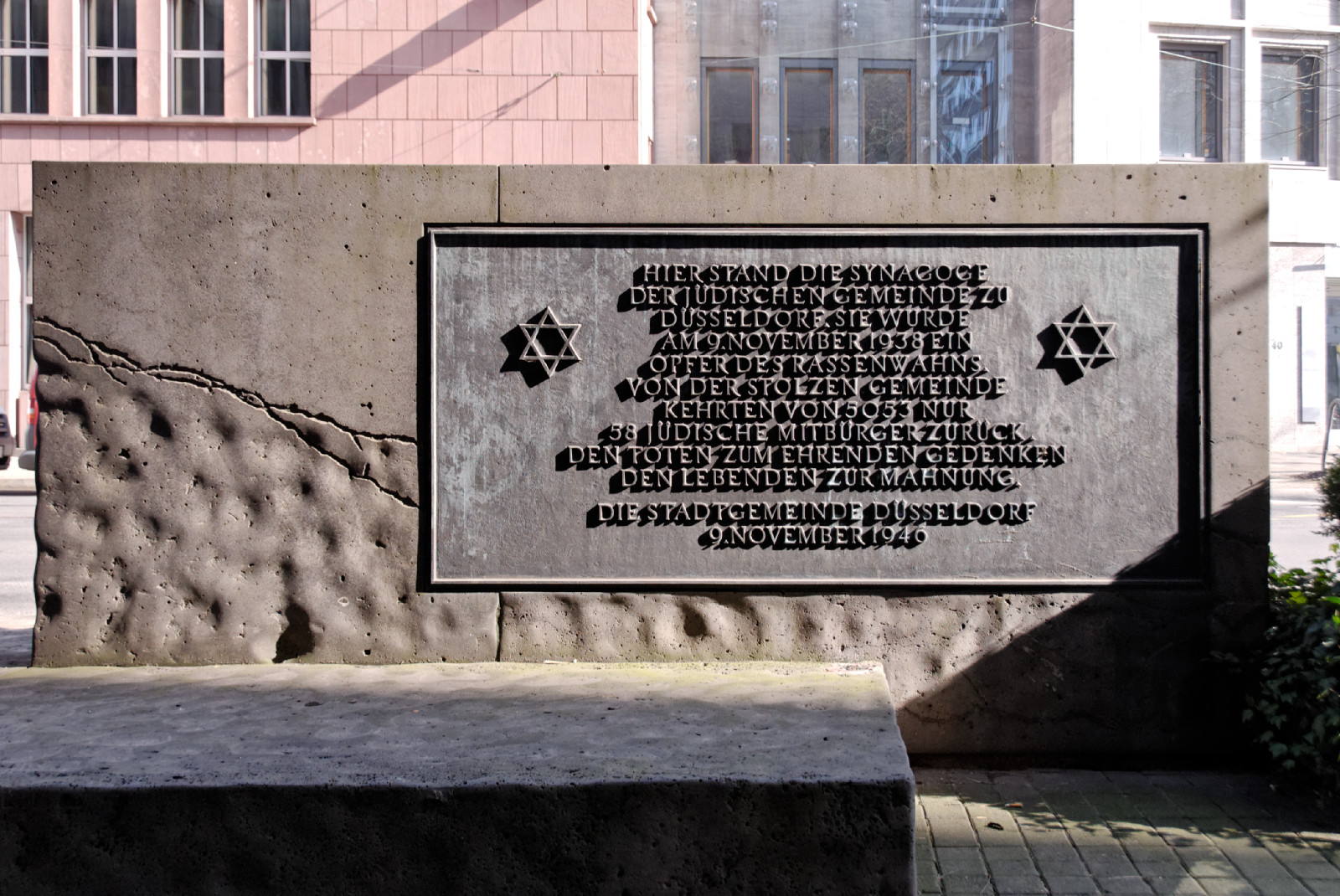
Gebäudeseite der Gedenktafel

Die Große Synagoge an der Kasernenstraße wurde in der Nacht zum 11. August 1929, dem zehnten Gedenktag der Weimarer Verfassung, durch die Aufschrift Jud verrecke und ein aufgeschmiertes Hakenkreuz geschändet. In der Nacht vom 9. auf den 10. November 1938 wurde sie erneut geschändet, nunmehr im Zuge der Novemberpogrome 1938, die vom nationalsozialistischen Regime für das ganze Gebiet des Deutschen Reichs organisiert worden waren. Im Verlauf des Düsseldorfer Pogroms wurden mindestens sieben Menschen getötet und zahlreiche misshandelt. Der mit einer Jüdin verheiratete Düsseldorfer Regierungspräsident Carl Christian Schmid wurde zum Rücktritt gezwungen. Im Zuge dieser gelenkten Aktionen verwüsteten SA-Männer die Große Synagoge zunächst im Innern und setzten sie anschließend in Brand. Ihre Ruine wurde am 29. November 1938 abgebrochen. Auch die anderen Synagogen wurden zerstört.
Auf dem Grundstück der Großen Synagoge befindet sich heute ein Bürogebäude. Davor steht ein Erinnerungsmal, an dem von Zeit zu Zeit Gedenkveranstaltungen stattfinden. Außerdem weist die Installation „missing link_“ von Mischa Kuball von 2023 (zunächst temporär, seit Oktober 2024 dauerhaft) auf das Denkmal und die Große Synagoge hin.

## Beschreibung

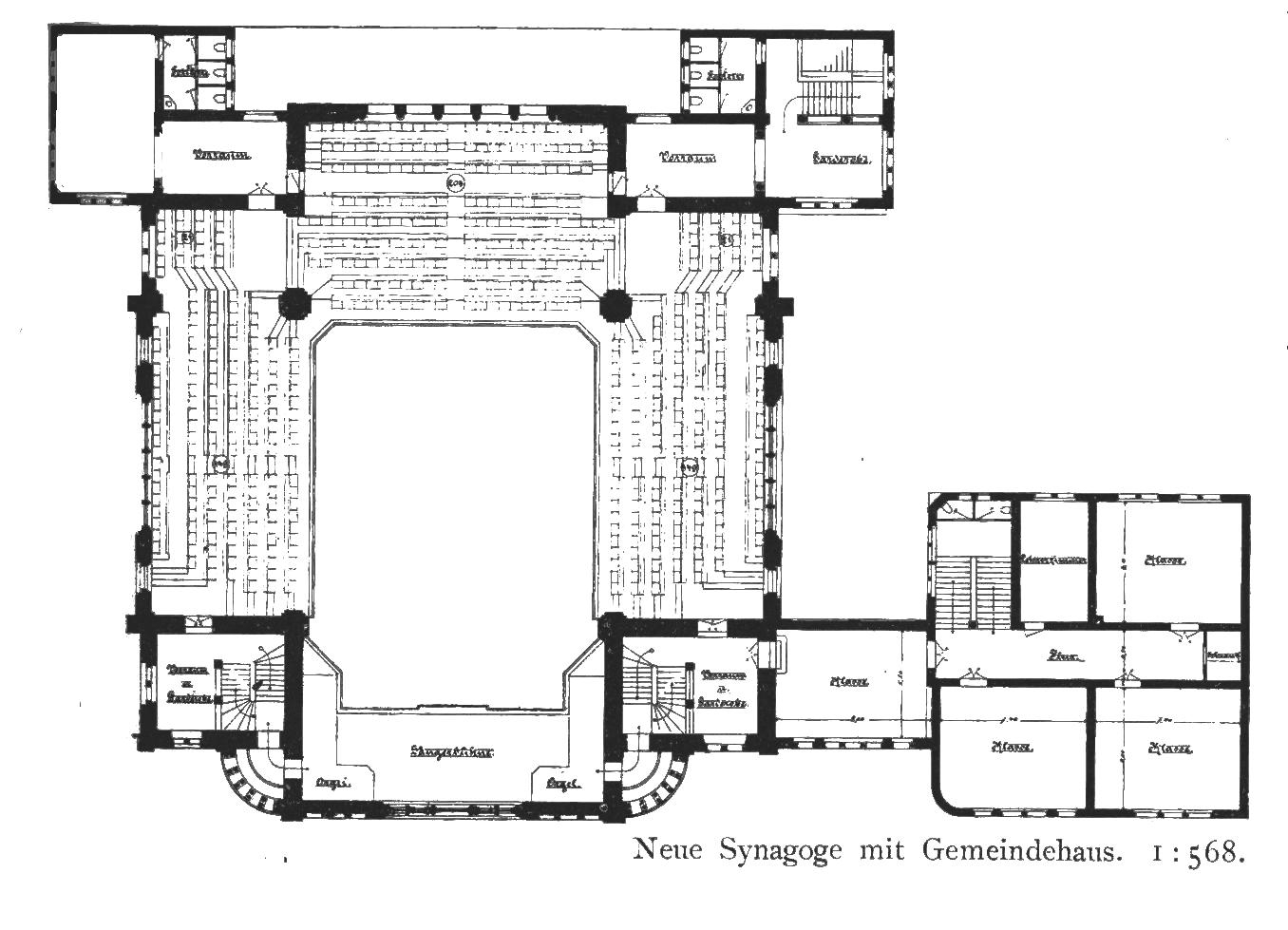
Grundriss

Der Grundriss zeigte eine Zentralanlage mit vielen Nebenräumen, wie Wandelhalle, Garderobe, Toiletten. Im Osten des Baus befand sich der Aaron HaKodesch, dahinter befanden sich die Zimmer des Rabbiners und des Kantors sowie ein Raum für die Geräte, die Vorsynagoge und die Mikwe. Die Vierung der Zentralanlage maß 15 Meter, auf drei Seiten derselben befanden sich die Frauenemporen, auf der vierten Seite über dem Aaron HaKodesch eine Empore für die Sänger und die Orgel. Über der Vierung erhob sich eine Kuppel, flankiert von Ecktürmen. Das Gebäude war mit hellem Vogesensandstein verblendet. Für Sockel und Freitreppen wurde Niedermendiger Basaltlava verwendet. Die Säulen der Emporen bestanden aus Labrador-Granit. Die Dächer der Vierungskuppel und der beiden Seitentürme waren mit Kupfer eingedeckt, die übrigen Dächer mit Schiefer. Über eine offene Bogenhalle war das Gebäude mit dem Gemeinde- und Schulhaus verbunden.

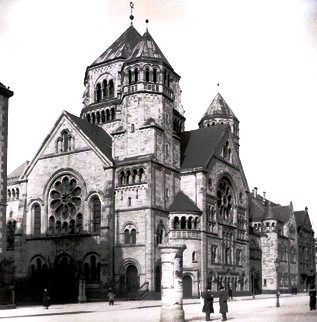
Große Synagoge, Kasernenstraße (1910)
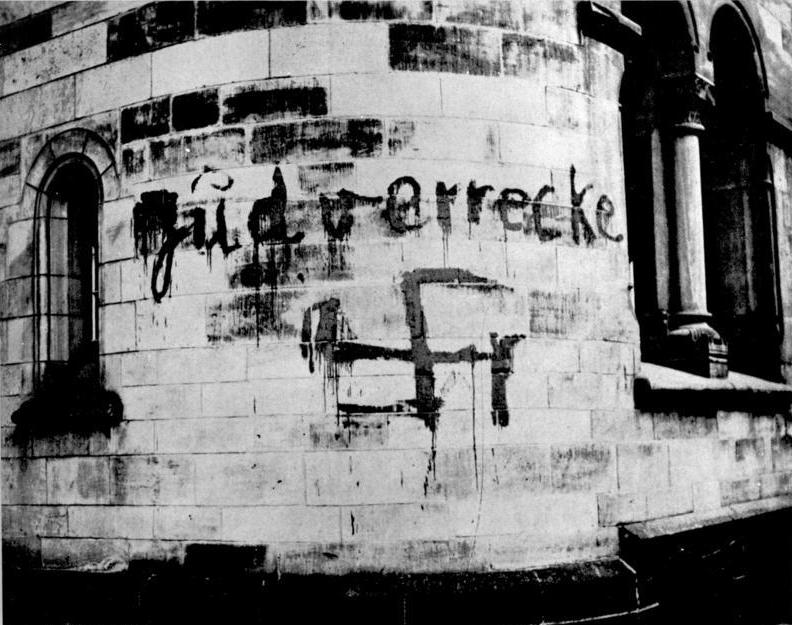
Große Synagoge nach der Schändung am Verfassungstag 1929 (11. August)
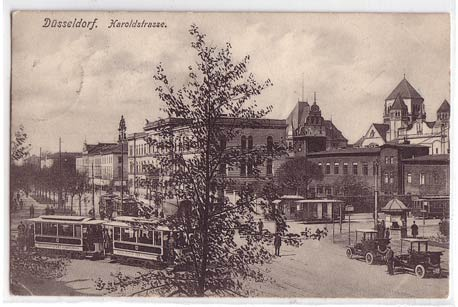
Düsseldorf, Haroldstraße mit Synagoge (rechts) Postkarte von 1908.